# Micro-région d'Encs
La micro-région d'Encs (en hongrois : encsi kistérség) est une micro-région statistique hongroise rassemblant plusieurs localités autour de Encs.